# 基督祝福像
耶稣祝福或基督祝福（万鸦老语是 Yesus Kase Berkat 或 Kristus Kase Berkat）是一座位于印度尼西亚苏拉威西岛万鸦老的耶稣基督雕像。该座雕像高50米（158.3英尺），由20米高的基座和30米的雕像本体组成。它由25吨金属纤维和35吨钢制成，位于CitraLand住宅区的顶峰。这座雕像已经成为万鸦老的新标志。到2010年为止，它是亚洲第二高的雕像，也是世界上第四高的基督雕像（不包括基座）。

## 历史
这个雕像的建造想法来自印度尼西亚房地产开发商Ir. Ciputra， 当时他和他的妻子站在雕像现在所在的地方，于是有了建造耶稣雕像的想法。这座雕像是为万鸦老和北苏拉威西社区而建造的，目的是为了崇拜上帝。日惹的工程师花了将近三年时间才完成这项工程。这座纪念碑的成本是50亿卢比（约54万美元）。
这座雕像的倾斜度为20度，由纤维和钢制成，成为"世界上第一座飞行姿态的最高雕像"。